# Star Fox (serie)

Star Fox: Assault

Star Fox (スターフォックス Sutā Fokkusu?) este o franciză media controlată de Nintendo și creată de Katsuya Eguchi în anul 1993 (și-a sărbătorit cea de-a paisprezecea aniversare pe 21 februarie 2007). Personajul principal al acestor jocuri este un vulpoi, comandant de navă spațială, pe nume Fox McCloud. Acesta este însoțit de încă trei personaje Falco Lombardi, Peppy Hare, și Slippy Toad, cu care formează echipa Star Fox Team. Un alt membru al echipei este și Krystal.

## Jocuri video
Vezi: Lista jocurilor video Star Fox
Seria de jocuri video Star Fox este una dintre cele mai populare francize de acțiune-aventură de la Nintendo. Este creată de către firma Argonaut Software, înființată în 1982. Unele personaje de la Star Fox (Fox McCloud, Falco Lombardi) au apărut și în seria de jocuri Super Smash Bros., alături de alte personaje cunoscute de la Nintendo.
Informații
Star Fox 2 nu a mai fost lansat, cu toate că era deja terminat, deoarece Super NES era demodat, iar Nintendo 64 îi luase locul. Multe dintre elementele noi au fost introduse în Star Fox 64, astfel fanii acestei serii nu au mai avut de ce să se plângă. Star Fox 64 a fost primul joc compatibil cu sistemul Rumble Pak. Acest Rumble Pak era un accesoriu, ce se conecta la controler-ul consolei pentru a vibra în timpul unor jocuri. Datorită unor probleme de copyright, în Europa și Australia, jocurile Star Fox s-au numit Starwing și Lylat Wars. Nintendo a reușit să cumpere drepturile pentru acest nume cu puțin timp înainte de lansarea jocului Star Fox: Adventures. Din acest motiv, restul jocurilor din această serie și-au putut păstra numele american.